# Храм Покрова Пресвятой Богородицы (Лубянки)
Храм Покрова́ Пресвято́й Богоро́дицы — православный храм в селе Лубянки Дмитровского района Орловской области. Старое, ныне полуразрушенное здание храма было построено в 1740 году и является памятником градостроительства и архитектуры регионального значения. В 2016 году рядом со старой церковью было построено новое деревянное здание храма.

## История
Деревянный храм, освящённый в честь Покрова Пресвятой Богородицы, упоминается в Лубянках с начала XVIII века.
По преданию помещик села, генерал-лейтенант Александр Иванович Тараканов, решил построить себе новый каменный дом, но серьезно заболел. Будучи при смерти, он долго молился о здравии и дал обет, что если выздоровеет, то перестроит свой дом в церковь в честь Пресвятой Богородицы. Так и произошло: новый каменный храм был открыт для прихожан в 1740 году. Архитектором храма был записной каменщик гоф-интендантской конторы Евдоким Иванович Лобачев. Приход церкви состоял из одного села Лубянки, без деревень.
23 мая 1901 года в здание храма ударила молния, принеся ему значительные повреждения. Вот как описывают это событие «Орловские епархиальные ведомости»:

В селе Лубянки Дмитровского уезда, в ночь на 23 мая, во время сильной грозы, молния ударила в крест на колокольне храма и оттуда сбежала вниз по железным скрепам, заложенным внутри стен, в разных направлениях, произведя на своём пути следующие повреждения: в верхнем карнизе колокольни, сложенном из двухпудовых камней, в четырёх местах, где залегают концы железных балок, вырвала каменную и кирпичную кладку, образовав в карнизе и стенах углубления в 1/2 кубических аршина, причём летевшими сверху камнями в двух местах пробита крыша на нижнем карнизе колокольни; под колокольней, на нижнем правом устое вырвала кирпичной кладки около 4 фунтов, а на иконе Божией Матери над западными дверями храма оторвала фольговую ризу, разбила в рамке стекло, в фонарике перед иконой отворила дверку и оттуда выбросила лампадку; кроме того, обнаружены едва заметные полосы копоти над боковыми дверьми иконостаса, начиная с тех мест, где иконостас железными крюками прикреплён к алтарной колонной арке; полосы эти идут сверху вниз, справа налево, около аршина в длину, до 4 вершков в ширину; одна из этих полос оканчивается у местной иконы Спасителя, в раме которой выбит небольшой кусок стекла, а другая — у иконы Святого Николая, против левого клироса; стекло в раме этой иконы разбито на мелкие кусочки; крест на колокольне немного наклонился к востоку, а под яблоком креста раскрыта железная обивка шпиля 3 на 8 вершков.— Орловские епархиальные ведомости, 1901 год, № 26, стр. 1035
12 марта 1902 года псаломщик храма Николай Данков перевёлся в село Упорой. 10 июня на его место был переведён Иван Лосев из села Полевые Новосёлки Севского уезда. 18 сентября 1905 года во священника Покровского храма был рукоположен псаломщик села Гуторово Кромского уезда Тимон Михайлович Турбин, который прослужит здесь 25 лет. 24 октября он был назначен на должность законоучителя Лубянской земской школы.
В 1907 году приходской совет церкви боролся с распространением революционной пропаганды среди местного населения, противодействовал пьянству, сквернословию, воровству и другим порокам, распространял среди местного населения нравственные брошюры и листки, занимался изысканием средств на украшение храма. В 1908 году в приходе храма числилось 345 душ мужского пола, церковной земли было 39 десятин, ежегодное казённое жалование причта составляло 400 рублей, ежегодный братский доход — 300 рублей. Причт состоял из двух человек — священника и псаломщика.
Храм несколько раз посещали орловские епископы: Серафим (7 июня 1906 года), Александр (22 сентября 1909 года), Григорий (4 июля 1911 года). После революции, в апреле 1918 года, к приходу Покровского храма Лубянок было приписано соседнее село Кошелёво.
В 1930 году священник Покровского храма Тимон Михайлович Турбин был арестован и расстрелян. Вскоре после этого храм был закрыт. После Великой Отечественной войны кирпичное здание бывшей церкви несколько раз пытались разобрать, но полностью этого сделать не удалось. Метрические книги храма не сохранились.

### Новое время
В 2014 году был воссоздан приход Покровской церкви. В 2016 году рядом со старым зданием храма была построена новая деревянная церковь, также освящённая в честь Покрова Пресвятой Богородицы. Покровская церковь является приписной к храму Димитрия Солунского города Дмитровска. Настоятель — протоиерей Валерий Борисович Палкин.

## Архитектура
Здание храма расположено на левом берегу реки Швиклы (Чвиклы). Часть села, в которой находится церковь, называется Покровкой, а в 1920-е годы выделялась в посёлок Покровский. Церковь интересна тем, что изначально строилась как жилой дом и поэтому не ориентирована по сторонам света в соответствии с православными канонами. Вход находится с северной стороны здания, а апсида — с южной. В архитектурном плане здание представляет собой четверик с пятигранной апсидой, трапезной и колокольней. Оригинально перекрытие четверика цилиндрическим сводом. Западная пристройка выполнена в архаичном духе XVII века.
В настоящее время церковь почти полностью разрушена. Ничего не осталось от внутреннего убранства, своды храма испещрены многочисленными дырами, резные кованые решетки с окон исчезли.

## Причт и старосты храма

### Священники
- Алексей Павлов (до 1865 года — ?)[16]
- Михаил Покровский (до июня 1901 года — 18 сентября 1905 года)[17]
- Тимон Михайлович Турбин (18 сентября 1905 года — 1930 год)
- протоиерей Валерий Борисович Палкин (с 2014 года)

### Псаломщики
- Николай Данков (до июня 1901 года — 12 марта 1902 года)
- Иван Лосев (10 июня 1902 года — 7 сентября 1906 года)[18]
- Александр Типунов (7 сентября 1906 года — 29 октября 1908 года)
- Алексей Булгаков (10 декабря 1908 года — ?)[19]

### Церковные старосты
- Никифор Харлампиевич Кондрашов (21 декабря 1901 года — ?)[20]